# Осташко, Надежда А.
Надежда А. Осташко (1912? — ?) — работница Витебской швейной фабрики «Знамя индустриализации», кавалер ордена Ленина 1933 года.
Родилась в бедной крестьянской семье на территории современного Бешенковичского района Белоруссии.
С малых лет работала прислугой. Затем воспитывалась в Витебской детской коммуне имени Н. К. Крупской.
После окончания ФЗУ стала работать на швейной фабрике. В 1932 году организовала первую на предприятии комсомольско-молодёжную бригаду (имени ЦК ЛКСМБ). Показывая пример в овладении новой техникой, работницы её бригады систематически перевыполняли нормы выработки.
К 15-й годовщине Великой Октябрьской социалистической революции (1932) её бригада вышла победителем соревнования среди швейных предприятий СССР.
Первая комсомолка Белоруссии, награжденная орденом Ленина. Формулировка: «ударница, три раза премированная за перевыполнение норм и образцовое качество, организатор молодёжной ленты, лучшая ударница по овладению техникой, член фабкома комсомола».
Орден вручён 27.11.1933 г. (В Президиуме ЦИК Союза ССР // Известия: газета. — 1933. — 29 ноября (№ 290). — С. 2.)